# Q2 Stadium
O Q2 Stadium é um estádio de futebol, na região de North Burnet, no norte de Austin, Texas . É a casa do Austin FC, equipe que disputa a time da Major League Soccer (MLS). O estádio sediou sua primeira partida  em 16 de junho de 2021, quando a seleção feminina dos Estados Unidos enfrentou a seleção nigeriana feminina em um amistoso. Recebeu duas partidas da Copa América de 2024.

## Construção

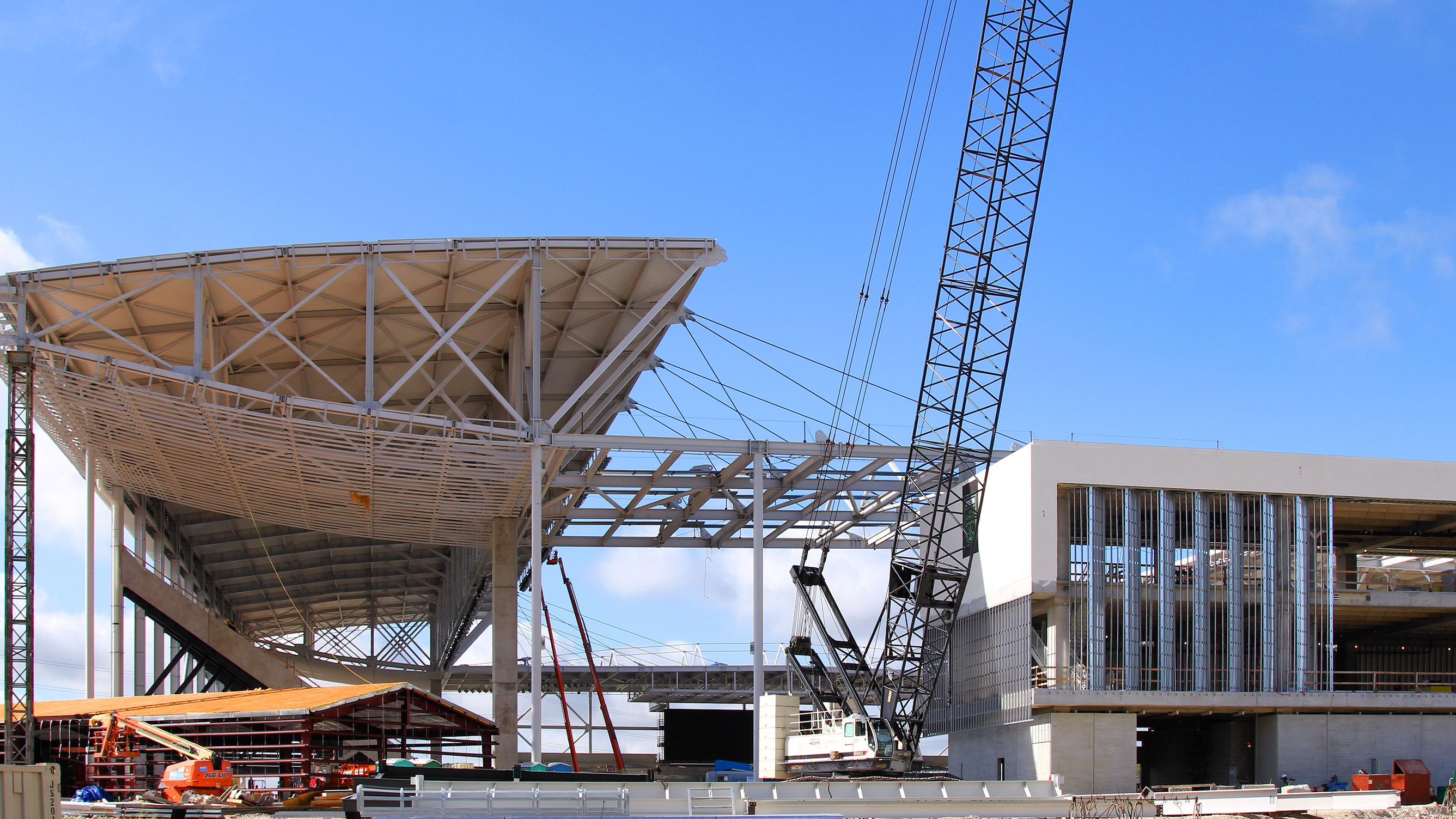
Progresso da construção, julho de 2020

O estádio de aproximadamente 20.500 lugares deve custar US $ 240 milhões, com o operador de equipe Precourt Sports Ventures financiando a construção de forma privada.  Outros elementos para o local de 24 acres e arredores incluem espaço verde, habitação potencial e varejo de uso misto.
Em março de 2019, a Precourt Sports nomeou Austin Commercial como o gerente de construção e a Gensler como o arquiteto-chefe do estádio, e anunciou que a inauguração aconteceria em setembro de 2019. 
O re-zoneamento do local para os requisitos do estádio foi aprovado pelo Austin City Council por unanimidade em 6 de junho de 2019. 
Em 19 de agosto de 2019, a planta do local para o estádio Austin FC em North Austin foi aprovada pela cidade de Austin, Texas. 